# Lola Membrillo
Maria Dolores Aguirre, Lola Membrillo, ou ainda, Lola Parda, é uma cantora e compositora argentina. Além de integrar o duo Perotá Chingó  e de possuir uma carreira solo, Lola também possui projetos independentes, como a banda Planeta Fungi.